# Fédération nationale bovine
 (octobre 2023).
Si vous disposez d'ouvrages ou d'articles de référence ou si vous connaissez des sites web de qualité traitant du thème abordé ici, merci de compléter l'article en donnant les références utiles à sa vérifiabilité et en les liant à la section « Notes et références ».
Pour les articles homonymes, voir FNB.
La Fédération nationale bovine (FNB), est une des associations spécialisées de la FNSEA.

## Actions
En novembre 2010, la Fédération nationale bovine organise le blocage des abattoirs de la société Bigard pour réclamer l'augmentation du prix de la viande versé aux producteurs. Neuf sites sont bloqués : Castres, Cholet, Cherré, Coutances, Cuiseaux, Egletons, Feignies, Metz, Villefranche. En réponse, le ministre de l'agriculture annonce une réunion de la filière pour demander « un meilleur prix pour les producteurs ».